# Wer nur den lieben Gott läßt walten
Wer nur den lieben Gott läßt walten (Celui qui laisse Dieu régner sur sa vie), (BWV 93), est une cantate religieuse de Johann Sebastian Bach composée à Leipzig en 1724.

## Histoire
Bach composa la cantate chorale en 1724 pour le cinquième dimanche après la Trinité et la dirigea le 9 juillet 1724. Pour cette destination liturgique, une autre cantate a franchi le seuil de la postérité : la BWV 88. Seules restèrent de la première exécution les parties du continuo des quatre premiers mouvements. Les manuscrits complets datent d'une autre exécution vers 1732/1733 et il n'est pas possible de savoir si la cantate avait la même structure à l'origine.

## Structure et instrumentation
Le texte de cette cantate est le texte d'un cantique de Georg Neumark (1657) http://www.bach-cantatas.com/Texts/BWV93-Fre6.htm
La cantate est écrite pour deux hautbois, deux violons, alto et basse continue, quatre solistes (soprano, alto, ténor et basse) et chœur à quatre voix. Le texte est basé sur le choral en sept versets de Georg Neumark, écrit en 1641. Les lectures prescrites étaient Pierre 3:8–15     et Luc 5: 1-11 (« la pêche miraculeuse »). Une référence spécifique à l'Évangile apparaît dans le récitatif du cinquième mouvement. Les paroles du choral restent inchangées dans les premier, quatrième et septième mouvements, les changements dans les autres mouvements étant l'œuvre d'un auteur inconnu. Dans les deuxième et cinquième mouvements celui-ci a gardé le texte d'origine mais l'a élargi par des récitatifs tandis que dans les troisième et sixième mouvements il transforme les idées du choral en arias.
Il y a sept mouvements :
1. chœur : Wer nur den lieben Gott läßt walten
2. récitatif (basse) : Was helfen uns die schweren Sorgen?
3. aria (ténor) : Man halte nur ein wenig stille
4. aria duo (soprano, alto) : Er kennt die rechten Freudenstunden
5. récitatif (ténor) : Denk nicht in deiner Drangsalhitze
6. aria (soprano) : Ich will auf den Herren schaun
7. chœur : Sing, bet und geh auf Gottes Wegen

## Musique
Dans le duo central, les violons et les altos jouent la mélodie du choral. Bach arrangea plus tard ce mouvement pour orgue afin écrire un des chorals Schübler, BWV 647.
Le chœur d'ouverture est un concerto de trois éléments : l'orchestre dominé par les deux hautbois, jouant une introduction et des ritournelles, le cantus firmus au soprano, et les autres voix qui commencent chacune des trois sections et continuent à chanter sur les longues notes finales du cantus firmus. Soprano et alto ouvrent la première section, ténor et basse la deuxième et enfin les quatre voix la dernière section.
Les deuxième et cinquième mouvements se comportent de la même façon, alternant les lignes légèrement ornementées du choral par des récitatifs.
Dans la première aria, Bach utilise un motif qui altère en majeur le début de la mélodie du choral pour exprimer la foi en Dieu. La cantate se clôt par un chœur en quatre parties.

## Source
- (en) Cet article est partiellement ou en totalité issu de l’article de Wikipédia en anglais intitulé « Wer nur den lieben Gott läßt walten, BWV 93 » (voir la liste des auteurs).